# Thomas Hutchinson
Thomas Hutchinson, född 9 september 1711, död 3 juni 1780, var en brittisk koloniguvernör.
Hutchinsson föddes i Massachusetts i Nordamerika, och spelade tidigt en framträdande roll i dess representation och förvaltning. 1771-74 var han guvernör och hade som sådan att möta den kritikstorm som då bröt loss om de brittiska myndigheterna. Han försökte förmå det brittiska styret till moderation men sökte inåt med kraft upprätthålla myndigheternas auktoritet. Han kom även i Amerika att betraktas som en typisk representant för det brittiska förtrycket. 1774 begav sig Hutchinson till Storbritannien, där han senare deltog i det politiska livet.